# Lycopus amplectens
Lycopus amplectens är en kransblommig växtart som beskrevs av Constantine Samuel Rafinesque. Lycopus amplectens ingår i släktet strandklor, och familjen kransblommiga växter. Inga underarter finns listade i Catalogue of Life.

## Bildgalleri

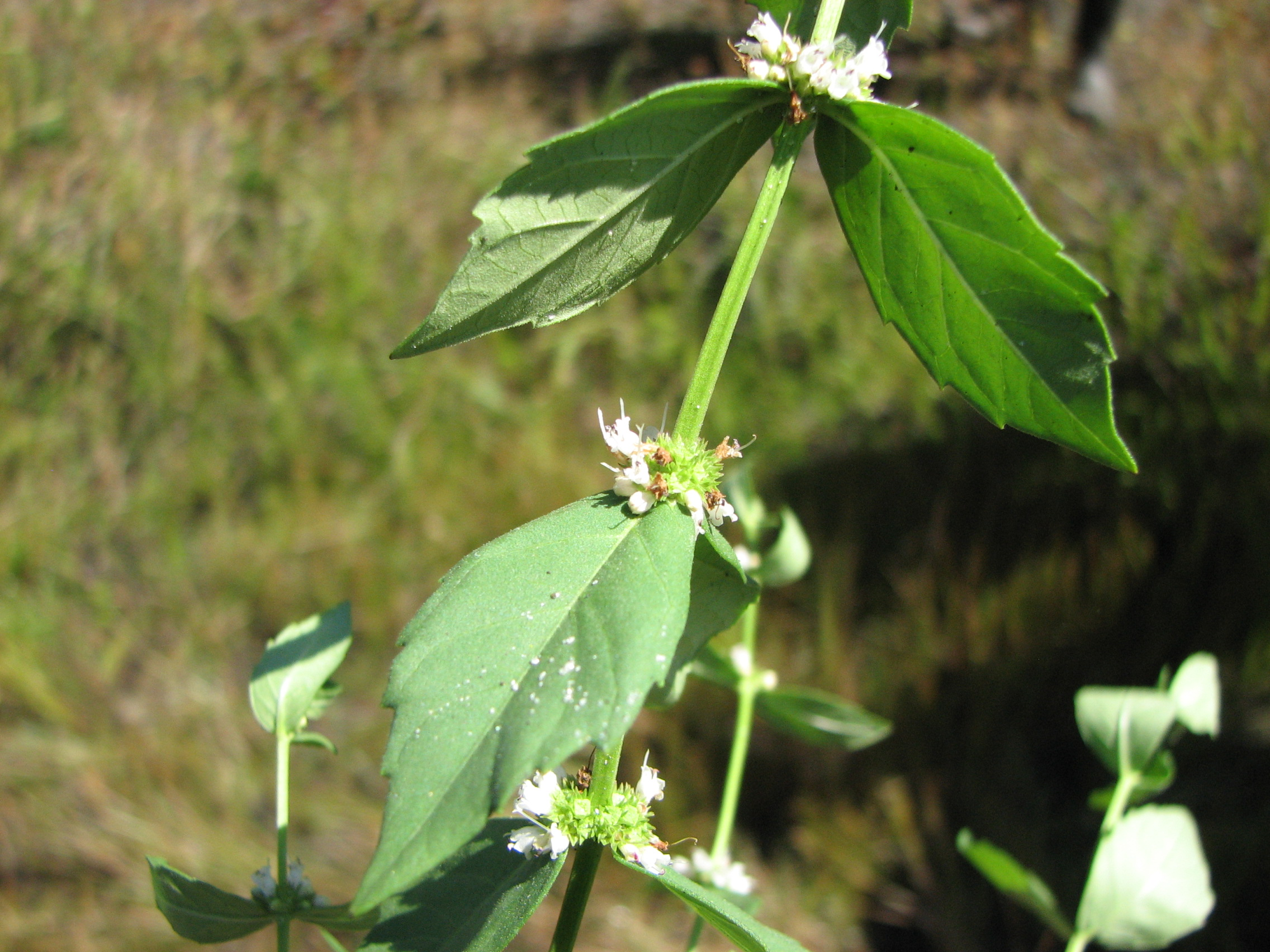